# Frank Ostrowski
Frank Ostrowski (ca.1960-2011) fue un programador alemán conocido principalmente por sus implementaciones del lenguaje de programación BASIC programming language.
Desde 1981, Frank había mejorado su Atari 400 con 48K de memoria RAM. Todos los días ocupaba aproximadamente tres horas con su ordenador. Además de Turbo-Basic, escribió algunos juegos en lenguaje de máquina. Sin embargo, su mayor interés era la programación. Así, en la colección de programas escritos por él mismo también encontramos un compilador Forth. Un desagradable error del sistema operativo del computador Atari hacía que, a menudo la máquina se bloqueara durante la edición de programas BASIC. Esto le dio la idea de desarrollar su propio intérprete BASIC. 
Después de cumplir con el servicio militar Alemán, Frank estuvo desempleado durante tres años, sin perspectivas de empleo. Durante este tiempo desarrolló el lenguaje Turbo-BASIC XL, un dialecto BASIC para la Atari 800XL/130XE. El lenguaje fue publicado como un listado impreso para digitar, en el ejemplar de diciembre de 1985, páginas 81-100 de la revista de informática alemana Happy Computer (texto en alemán), como "el listado del mes" y obtuvo un premio de 2000 marcos alemanes.
Resultó ser el mejor BASIC para Atari de 8 bits. Era más rápido, más potente, ocupaba menos espacio en memoria, y aún era compatible con los programas originales de Atari BASIC. Algún tiempo después completó su idea de crear un compilador para el Turbo BASIC-XL. Los programas podían correr unas 15 veces más rápido que los mismos interpretados.
Ostrowski pronto consiguió un trabajo con GFA Systemtechnik GmbH (en ese momento todavía conocido como Integral Hydraulik) donde, en 1986, escribió GFA BASIC para el Atari ST que se convirtió en uno de los BASIC más populares para esa plataforma.
Frank Ostrowski murió en 2011 a la edad de 50 años debido a una enfermedad grave.